# Кривополяння (Тамбовська область)
Кривополя́ння (рос. Кривополянье) — село в Бондарському районі Тамбовській області, є адміністративним центром Кривополянської сільради.

## Історія
Село було засноване на рубежі XVII століття і XVII століття, північно-східніше міста Тамбова, на лівому березі річки Керша Керша.
Ось як згадується село в доповідних книгах: 1703 березня 6 дня. Відвідна книга Тамбовської наказної хати на Криву Поляну, промінену тамбовцем Василем Григор'євим, Великим Балабановим Рязанському Митрополиту Стефану (Яворському). На цих землях заснована Кривополяння, що входило в дачу села Митропілля, Великий Ломовіс також за неписьменних свідків цієї угоди підписалися: села Кривої Поляни Миколаївський піп Хрісанф та Іван Іванов.
Ось що пише про Кривополяння тамбовський краєзнавець М. Муравйов: "Перші відомості містяться в окладних книгах духовної єпархії: «Церква Миколи Чудотворця у Тамбовському повіті в селі Кривій Поляні нижньої половини. У тієї церкви подвір'я попа Хрісанфа, подвір'я дяків… Та в приході до тієї церкви парафіяльних Танбовських дітей боярських двадцять п'ять дворів».
Крім боярських дітей-однодворців у Кривій Поляні проживали селяни митрополита Рязанського та Муром Стефана Яворського. Про це ми дізнаємось із переписної книги першої ревізської казки 1719 г.
У період зазначеного перепису в Кривій Поляні вважалося 93 особи однодворців різного віку (чоловіків) у 21 будинку. Крім того, у селі жили селяни Рязансько-Муромської митрополії. З-поміж однодворців згадані Петро Болдирєв, Іван Корнєєв, Іван Петров, Родіон Поляков, Іван Верещагін, Григорій Дев'ятов, Меркул Негодяєв, Семен Селянський, Василь Воронін, Іван Кочергін та ін.
Назва села походить від назви розораного земельного масиву Крива Поляна, який раніше обробляли перкінські селяни, але наприкінці XVII ст. відібраного в них митрополитом Стефаном Яворським.
Відповідно до «Списку населених місць Тамбовської губернії» за 1862 рік — Кривополяння село казенне на річці Керша. У селі у 1862 році було 83 двори, проживало 314 душ чоловічої та 320 жіночої статі. 1874 року в селі Кривополяння відкривається перша початкова школа, побудована поміщиком Ляпіним.
1911 року в селі вже 464 двори в яких проживають 1764 душ чоловічої та 1726 — жіночої статі. У селі є земська та церковно-парафіяльна (жіноча) школи.
З цього села присутні прізвища Шишкін, чиї нащадки згодом заснували село Шишкіно.

## Микільський храм
Точна дата побудови першої церкви у Кривополяні невідома. У «Списку духовенства Тамбовської єпархії на 1876» говориться: «…церква у с. Кривополяння, Миколаївська, дерев'яна споруда 1792 року; престол один. Головна. Штат- Настоятель, помічник і 2 псаломщика. Настоятель — Священик Яким Ігнатьєв Казанський, висвячений у 1843 р. Помічник — Священик Феод. Тім. Фіолетів, висвячений у 1876 р. Церковний староста — державний селянин Смоліхін, з 1875 р.».
Церква побудови 1792 як мінімум не перша, тому що в ревізській казці 1719 Кривополяння вже значиться як село.
Навесні 1876 року від пожежі, що виникла в дерев'яній церкві, вигоріло все село. Згоріло близько 100 будинків, критих соломою. 1887 року в селі коштом поміщика Ляпіна та парафіян зведуть нову кам'яну церкву. Проектування нового кам'яного храму розпочалося у 1878 році та тривало два роки. У початковий проект вносилися зміни та остаточно проект був схвалений до будівництва 4 грудня 1880 року. За словами мешканців села Кривополяння вапно для будівництва храму гасили 12 років. Цегла виготовляли 12 фунтовий (4,8 кг) з глини, яку брали за р. Керш. Під час кладки цегли, у сполучний розчин додавали яйця. Церква ця збереглася донині.
Нинішній настоятель ієрей Гліб (Кучнов) розповідав, що храм був збудований у 1887 році замість згорілого дерев'яного. А трохи непропорційний зовнішній вигляд і окремі неканонічні ікони пояснюються тим, що він — плід народного будівництва. Коли 1953 року храм хотіли підірвати, селяни оточили його живим кільцем.